# یوکاری‌اولاک (بتلیس)
یوکاری‌اولاک (به ترکی استانبولی: Yukarıyolak) یک منطقهٔ مسکونی در ترکیه است که در بیتلیس واقع شده‌است.